# OER

OER 로고

OER(Open Educational Resources, 교육자원공개) 또는 '오픈교육자료'는 OCW(OpenCourseWare)프로그램을 위한 교수자, 학생, 학습자들이 교육, 학습 등에 활용할 수 있도록 공개적으로 제공되는 무료 교수-학습 자료를 말한다. 대표적인 OER 기관으로는 MIT, UNESCO, GLOBE 등이 있으며, OER은 CCL(Creative commons licence)에 의해 탑재 정보에 대해 무료 개방 조건에 따라 사용을 하게 된다.

## CCL 라이센스
OER의 취지는 CCL에 의한 정보공유에 따라 무료 개방조건으로 다양한 환경에서 다양한 상황을 위해 사용 가능하도록하는데 있다.
한편 KOCW는 우리나라 OER운동의 일환으로 만들어진 국내 고등교육 이러닝 강의 최다보유서비스로, 고등교육 및 평생교육의 기회를 확대하여 지식공유문화를 확산시키고자 노력하고 있다고 평가받는다.

## OCW
OCW(OpenCourseWare)는 교육자 및 학습자들이 교육 및 학습 등에 활용할 수 있도록 공개적으로 제공되는 무료 교수/학습자료를 뜻한다.

## 같이 보기
- RISS